# Ferrari 166 C
La Ferrari 166 C rappresenta uno dei capitoli più importanti e affascinanti nella storia della casa automobilistica di Maranello. Prodotta tra la fine degli anni ’40 e i primi anni ’50, la 166 C — dove la sigla “166” indica la cilindrata per cilindro in centimetri cubici e “C” sta per “Competizione” — è stata la prima vera auto da corsa progettata e costruita sotto la guida di Enzo Ferrari, destinata a scrivere pagine leggendarie nel mondo delle competizioni automobilistiche.

## Storia

### Origini e contesto storico
Alla fine della Seconda Guerra Mondiale, il mondo dell’automobilismo riprese lentamente a muovere i suoi passi. Enzo Ferrari, che già da tempo si dedicava alle corse con la sua scuderia Alfa Romeo, decise di creare una vettura interamente progettata dalla sua nuova casa automobilistica, fondata nel 1947. Nasce così la Ferrari 166 C, una sportiva da corsa dotata di un motore V12 progettato dall’ingegnere Gioachino Colombo.
Il motore da 2 litri, con 12 cilindri a V, era una novità tecnica notevole per l’epoca, in grado di coniugare potenza, leggerezza e affidabilità. La 166 C era inoltre dotata di un telaio tubolare, che ne garantiva rigidità e leggerezza, caratteristiche fondamentali per competere con le vetture rivali più blasonate.

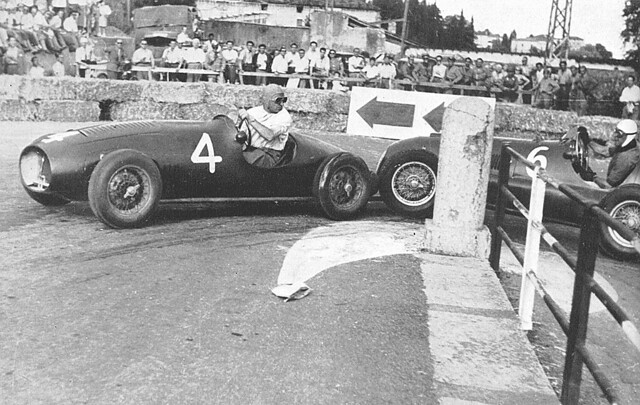
ECCO UN IMMAGINE DELLA FERRARI 166 C

### Le prime vittorie e il successo internazionale
La Ferrari 166 C debuttò nelle gare già nel 1948, ma fu nel 1949 che raggiunse il suo apice, imponendosi in alcune delle competizioni più prestigiose dell’epoca. Il trionfo più celebre fu la vittoria alla 24 Ore di Le Mans 1949, una gara di endurance tra le più dure e ambite al mondo. Guidata da una coppia di piloti esperti, la 166 C dimostrò non solo velocità ma soprattutto resistenza, conquistando un successo che segnò l’ingresso ufficiale di Ferrari nel gotha mondiale delle corse.
In quello stesso anno, la vettura ottenne risultati eccellenti anche alla Mille Miglia e in altre gare di durata, affermandosi come una delle sportscar più competitive e affidabili di quegli anni.

### Caratteristiche tecniche e design
Il motore V12 da 2 litri erogava una potenza variabile tra 110 e 140 cavalli, a seconda delle configurazioni e delle evoluzioni successive. La trazione posteriore e il peso contenuto della vettura le permettevano di raggiungere velocità elevate con grande agilità, un vantaggio fondamentale sulle tortuose strade delle gare italiane e internazionali.
Le carrozzerie della 166 C furono realizzate da famosi carrozzieri italiani come Touring e Vignale, che conferivano a ogni esemplare un aspetto unico, elegante e sportivo. Le linee erano filanti, studiate per garantire la massima efficienza aerodinamica e un’estetica accattivante, simbolo del design italiano di quegli anni.

### Eredità e importanza storica
La Ferrari 166 C non è soltanto una vettura da corsa di successo: rappresenta il primo grande passo della Ferrari come costruttore autonomo e affermato nel panorama automobilistico mondiale. Le vittorie della 166 C posero le basi per una tradizione vincente che dura ancora oggi, consolidando il mito di Ferrari come marchio sinonimo di prestazioni, eleganza e passione sportiva.
La 166 C fu anche la vettura con cui piloti leggendari come Alberto Ascari e Luigi Villoresi iniziarono a scrivere le loro storie di gloria, contribuendo a creare il fascino senza tempo di Ferrari nel motorsport.
Oggi, le Ferrari 166 C sono vetture estremamente rare e ricercate, simboli di un’epoca in cui la passione per la corsa e l’innovazione tecnica si fusero per creare automobili che sono diventate vere e proprie opere d’arte su ruote.